# Сераковский, Славомир
Славомир Сераковский (пол. Sławomir Witold Sierakowski, род. 4 ноября 1979, Варшава) — польский журналист, литературовед и социолог, а также руководитель Krytyka Polityczna, движения левых интеллектуалов, художников и активистов, базирующегося в Польше (с отделениями на Украине, в Германии и России) и директор Института перспективных исследований в Варшаве.
Он изучал социологию, философию, экономику в Колледже межфакультетских индивидуальных гуманитарных наук Варшавского университета и работал под руководством Ульриха Бека в Мюнхенском университете. Был награждён стипендиями Collegium Invisibile в Варшаве, Гёте-Института и Немецкого фонда GFPS и DAAD, Германского фонда Маршалла США и Института открытого общества.
Он написал эссе и статьи о польской и европейской политике и культуре, опубликованы на нескольких языках. Его считают одним из наиболее влиятельных поляков в мейнстримной польской прессе: Polityka, Wprost, Newsweek. Он ведёт ежемесячную колонку в международном издании New York Times.

## Работа и карьера
С 2002 года является основателем и главным редактором журнала Krytyka Polityczna (Политическая критика) и Издательства политической критики, главой The Brave New World — наибольшего польского независимого культурного центра и мозгового центра в Варшаве — это место служит форумом для дискуссий, художественных презентаций и общественно-политических проектов.
В январе 2014 года он написал статью в The Guardian «Приветствуем Украину в ЕС и восстановим веру в проект» с подзаголовком «Предоставление Украине вступления не только помогло бы украинцам, это могло бы положить конец пессимизму в союзе и построить мосты в Россию». В июне 2022 года инициировал сбор средств в Польше на Bayraktar для защиты Украины от российской агрессии.